# Liga Premier de Armenia 2012-13
La Liga Premier de Armenia 2012-13 fue la vigésimo primera temporada de la máxima división de fútbol de Armenia. Comenzó el 5 de marzo y terminó el 5 de noviembre. Además, tuvo dos recesos; del 2 al 27 de julio de 2012 y del 3 de diciembre de 2012 al 8 de marzo de 2013.
Él fue ganado por el Shirak, quien obtuvo su quinto título.

## Cambio de formato
La liga cambió su modo de competición de la de un año calendario a una programación de otoño-primavera. Como consecuencia de ello, esta temporada va a ser más larga de lo habitual, cada equipo jugará seis veces con cada uno de los equipos restantes (tres de local y tres de visita).
Al término de la jornada 42 el primer clasificado se coronó campeón y obtuvo un cupo para la Primera ronda de la Liga de Campeones 2013-14, mientras que el segundo y tercer clasificado obtuvieron un cupo para la Primera ronda de la Liga Europa 2013-14.
Un tercer cupo para la Primera ronda de la Liga Europa 2013-14 fue asignado al campeón de la Copa de Armenia.

## Equipos
| Club      | Ciudad  | Estadio                                                          | Capacidad    |
| --------- | ------- | ---------------------------------------------------------------- | ------------ |
| Ararat    | Ereván  | Abovyan City Stadium                                             | 3.946        |
| Banants   | Ereván  | Banants Stadium                                                  | 5.010        |
| Gandzasar | Ereván  | Estadio Gandzasar                                                | 3.500        |
| Impulse   | Dilijan | Estadio Ayg                                                      | 1.280        |
| Mika      | Ereván  | Estadio Mika                                                     | 7.250        |
| Pyunik    | Ereván  | Estadio Republicano (hasta marzo de 2013) Estadio de la Academia | 14.403 1.428 |
| Shirak    | Gyumri  | Gyumri City Stadium                                              | 2.844        |
| Ulisses   | Ereván  | Estadio Republicano                                              | 14.403       |

## Tabla de posiciones
| Pos. | Equipo     | Pts. | PJ | G  | E  | P  | GF | GC | Dif. | Clasificación 2013–14                 |
| ---- | ---------- | ---- | -- | -- | -- | -- | -- | -- | ---- | ------------------------------------- |
| 1    | Shirak (C) | 88   | 42 | 26 | 10 | 6  | 70 | 38 | +32  | Primera ronda de la Liga de Campeones |
| 2    | Mika       | 79   | 42 | 24 | 7  | 11 | 57 | 39 | +18  | Primera ronda de Liga Europa          |
| 3    | Gandzasar  | 67   | 42 | 18 | 13 | 11 | 48 | 37 | +11  | Primera ronda de Liga Europa          |
| 4    | Pyunik     | 63   | 42 | 19 | 6  | 17 | 67 | 51 | +16  | Primera ronda de Liga Europa          |
| 5    | Impulse    | 60   | 42 | 18 | 6  | 18 | 66 | 65 | +1   | Se disolvió al final                  |
| 6    | Ulisses    | 45   | 42 | 11 | 12 | 19 | 41 | 50 | −9   |                                       |
| 7    | Ararat     | 33   | 42 | 9  | 6  | 27 | 27 | 70 | −43  |                                       |
| 8    | Banants    | 31   | 42 | 5  | 16 | 21 | 37 | 64 | −27  |                                       |

Actualizado a los partidos jugados el 18 de mayo de 2013.
 Fuente: Soccerway
Notas:
1. ↑  Tras ganar la Copa de Armenia 2012-13, el Pyunik  obtuvo un cupo para la Primera ronda de la Liga Europa 2013-14

## Resultados
| Local \ Visitante | ARA | BAN | GAN | IMP | MIK | PYU | SHI | ULI |
| ----------------- | --- | --- | --- | --- | --- | --- | --- | --- |
| Ararat            | —   | 1–3 | 0–1 | 0–2 | 0–3 | 2–3 | 1–2 | 2–1 |
| Banants           | 2–0 | —   | 0–1 | 1–2 | 0–1 | 1–1 | 3–0 | 2–3 |
| Gandzasar         | 1–0 | 3–0 | —   | 0–1 | 2–3 | 1–0 | 1–2 | 0–1 |
| Impulse           | 4–1 | 1–1 | 1–1 | —   | 1–2 | 3–0 | 0–2 | 1–0 |
| Mika              | 3–0 | 2–1 | 0–2 | 4–2 | —   | 3–2 | 2–1 | 3–1 |
| Pyunik            | 6–0 | 4–0 | 0–1 | 1–3 | 0–0 | —   | 1–3 | 4–2 |
| Shirak            | 4–0 | 2–1 | 2–1 | 3–1 | 1–1 | 0–1 | —   | 1–0 |
| Ulisses           | 3–1 | 0–0 | 0–0 | 4–0 | 1–2 | 1–1 | 1–1 | —   |

| Local \ Visitante | ARA | BAN | GAN | IMP | MIK | PYU | SHI | ULI |
| ----------------- | --- | --- | --- | --- | --- | --- | --- | --- |
| Ararat            | —   | 1–0 | 3–1 | 1–0 | 1–0 | 0–2 | 0–2 | 1–2 |
| Banants           | 1–1 | —   | 0–0 | 2–5 | 1–1 | 0–3 | 1–1 | 1–1 |
| Gandzasar         | 0–0 | 1–1 | —   | 3–0 | 3–2 | 2–0 | 1–1 | 0–1 |
| Impulse           | 1–2 | 2–2 | 3–0 | —   | 2–1 | 2–4 | 3–1 | 2–0 |
| Mika              | 1–0 | 1–0 | 0–0 | 2–2 | —   | 2–1 | 3–1 | 1–0 |
| Pyunik            | 1–0 | 1–0 | 4–2 | 1–2 | 0–1 | —   | 1–2 | 3–1 |
| Shirak            | 3–2 | 2–1 | 2–0 | 1–1 | 2–0 | 2–1 | —   | 2–1 |
| Ulisses           | 0–0 | 2–2 | 0–2 | 2–1 | 1–2 | 3–0 | 0–2 | —   |

| Local \ Visitante | ARA | BAN | GAN | IMP | MIK | PYU | SHI | ULI |
| ----------------- | --- | --- | --- | --- | --- | --- | --- | --- |
| Ararat            | —   | 1–1 | 2–1 | 1–2 | 1–0 | 1–3 | 0–1 | 0–0 |
| Banants           | 0–0 | —   | 1–1 | 2–3 | 2–1 | 2–0 | 2–2 | 0–2 |
| Gandzasar         | 2–0 | 2–0 | —   | 2–1 | 1–0 | 1–1 | 0–0 | 1–0 |
| Impulse           | 0–1 | 1–0 | 1–2 | —   | 1–1 | 1–0 | 0–2 | 2–0 |
| Mika              | 1–0 | 2–0 | 1–2 | 1–0 | —   | 1–0 | 0–0 | 2–0 |
| Pyunik            | 2–0 | 4–0 | 1–1 | 3–2 | 2–0 | —   | 0–1 | 3–1 |
| Shirak            | 3–1 | 2–0 | 2–2 | 4–3 | 3–0 | 0–1 | —   | 2–0 |
| Ulisses           | 1–0 | 0–0 | 0–0 | 4–1 | 0–1 | 1–1 | 0–0 | —   |

## Goleadores
| Pos. | Jugador            | Club      | Goles |
| ---- | ------------------ | --------- | ----- |
| 1    | Norayr Gyozalyan   | Impulse   | 21    |
| 2    | Ismaël Béko Fofana | Shirak    | 14    |
| 2    | Simon Muradyan     | Mika      | 14    |
| 4    | Yoro Lamine Ly     | Shirak    | 13    |
| 5    | Viulen Ayvazyan    | Pyunik    | 11    |
| 5    | Andranik Barikyan  | Shirak    | 11    |
| 7    | Arsen Balabekyan   | Ulisses   | 10    |
| 8    | Kamo Hovhannisyan  | Pyunik    | 10    |
| 9    | Diego Lomba        | Gandzasar | 9     |
| 10   | Filip Timov        | Impulse   | 8     |